# Charles Richman
Charles Richman (Chicago, 12 gennaio 1865 – New York, 1º dicembre 1940) è stato un attore statunitense.

## Filmografia
- Back to Broadway, regia di Ralph Ince - cortometraggio (1914)
- The Man from Home, regia di Cecil B. DeMille (1914)
- The Idler, regia di Lloyd B. Carleton (1914)
- L'invasione degli Stati Uniti (The Battle Cry of Peace), regia di J. Stuart Blackton, Wilfrid North (1915)
- The Heights of Hazard, regia di Harry Lambart (1915)
- The Surprises of an Empty Hotel, regia di Theodore Marston (1916)
- Beaned by a Beanshooter, regia di Theodore Marston (1916)
- The Hero of Submarine D-2, regia di Paul Scardon (1916)
- The Dawn of Freedom, regia di Theodore Marston e Paul Scardon (1916)
- The Secret Kingdom, regia di Charles Brabin e Theodore Marston - serial (1916)
- The More Excellent Way, regia di Perry N. Vekroff (1917)
- The Collie Market, regia di J. Stuart Blackton - cortometraggio (1917)
- A Spring Idyl, regia di J. Stuart Blackton - cortometraggio (1917)
- Satin and Calico, regia di J. Stuart Blackton - cortometraggio (1917)
- The Fairy Godfather, regia di J. Stuart Blackton - cortometraggio (1917)
- Public Be Damned, regia di Stanner E.V. Taylor (1917)
- Over There, regia di James Kirkwood (1917)
- The Diary of a Puppy, regia di J. Stuart Blackton - cortometraggio (1917)
- The Hidden Truth, regia di Julius Steger (1919)
- The Echo of Youth, regia di Ivan Abramson (1919)
- Everybody's Business
- Harriet and the Piper, regia di Bertram Bracken (1920)
- Half an Hour, regia di Harley Knoles (1920)
- Curtain
- Trust Your Wife
- The Sign on the Door, regia di Herbert Brenon (1921)
- My Friend the Devil, regia di Harry F. Millarde (1922)
- Has the World Gone Mad!
- The College Hero
- The Ninety-Ninth Amendment
- The Struggle, regia di D.W. Griffith (1931)
- Take a Chance, regia di Monte Brice, Laurence Schwab (1933)
- His Double Life, regia di Arthur Hopkins (1933)
- Woman Haters